# Ankylopteryx (Ankylopteryx) gracilis
Ankylopteryx (Ankylopteryx) gracilis is een insect uit de familie van de gaasvliegen (Chrysopidae), die tot de orde netvleugeligen (Neuroptera) behoort. 
Ankylopteryx (Ankylopteryx) gracilis is voor het eerst wetenschappelijk beschreven door Nakahara in 1955.